# Saison 2012 des Blue Jays de Toronto
La saison 2012 des Blue Jays de Toronto est la 36e saison en Ligue majeure de baseball pour cette franchise.
Les Blue Jays amorcent bien la saison et, au début juin, se maintiennent à deux ou trois victoires du premier rang de leur division. Mais leur saison déraille lorsque, en l'espace de 4 jours en juin, ils perdent pour cause de blessures les lanceurs partants Kyle Drabek, Drew Hutchison et Brandon Morrow. Leur frappeur étoile José Bautista, déjà sur la liste des blessés en juin, y retourne en août et ne revient plus de la saison. Toronto termine quatrième dans la division Est de la Ligue américaine  avec 73 victoires et 89 défaites.

## Contexte
Les Blue Jays de Toronto terminent au 4e rang sur 5 équipes dans la division Est de la Ligue américaine en 2011. Ils gagnent 81 matchs et encaissent 81 défaites à leur première saison sous les ordres de John Farrell. Leur joueur vedette José Bautista frappe 43 circuits et est le meilleur du baseball majeur à ce chapitre pour la deuxième année de suite. Au monticule, Ricky Romero remporte 15 victoires, est invité pour la première fois au match des étoiles et est un candidat pour le trophée Cy Young. En offensive, Toronto est 5e de la Ligue américaine en 2010 pour les points marqués et les circuits.

## Intersaison

### Arrivées
L'intersaison 2011-2012 est marquée chez les Blue Jays par la poursuite de deux joueurs fort convoités qui, chaque fois, se retrouvent sous d'autres cieux. Intéressés par l'ancienne vedette des Brewers de Milwaukee, Prince Fielder, les Jays s'en tiennent à leur politique de ne pas offrir de contrat d'une durée de plus de cinq ans, et l'agent libre rejoint finalement les Tigers de Detroit pour neuf saisons. Toronto est aussi dans la course, en décembre, pour attirer le lanceur vedette japonais Yu Darvish. De grosses sommes d'argent sont en jeu puisqu'un club du baseball majeur devra verser une compensation au club japonais, mais ce sont les Rangers du Texas qui présentent la meilleure mise.
Malgré ces deux déceptions, la plus grosse prise de la saison morte pour Toronto est la mise sous contrat, pour un an et 4,5 millions, du stoppeur Francisco Cordero, auteur de 38 sauvetages par année en moyenne au cours des 8 saisons précédentes passées au Texas, à Milwaukee et à Cincinnati. Les Jays mettent aussi sous contrat les vétérans Darren Oliver et Omar Vizquel.
Le 4 novembre 2011, les Jays rachètent des Athletics d'Oakland le contrat d'un ancien jeune joueur de l'organisation, le releveur droitier Trystan Magnuson. Le 1er janvier 2012, Toronto rapatrie le releveur droitier Jason Frasor, parti pour un an chez les White Sox de Chicago, en cédant à ces derniers deux lanceurs droitiers des ligues mineures, Myles Jaye et Daniel Webb. Le 27 janvier, ils mettent sous contrat le receveur Kyle Phillips, qui avait joué à Toronto en 2009.
Le 31 décembre 2011, le lanceur Aaron Laffey rejoint les Blue Jays.

### Départs
Après une seule saison à Toronto, le vétéran releveur droitier Jon Rauch quitte pour les Mets de New York via le marché des agents libres. Receveur des Jays depuis deux ans, le vétéran de 13 saisons José Molina accepte une offre des Rays de Tampa Bay. Absent du jeu toute la saison 2011 en raison d'une blessure, le gaucher Jesse Carlson, qui a lancé pour les Blue Jays de 2008 à 2010, signe un contrat avec les Red Sox de Boston.
Après un bref passage, d'ailleurs peu fructueux, chez les Jays en 2011, le joueur d'avant-champ Jayson Nix signe chez les Yankees de New York. Le troisième but Mark Teahen, acquis des White Sox de Chicago l'été précédent, est libéré de son contrat en janvier 2012. Le Canadien Adam Loewen, qui n'a disputé qu'une poignée de matchs pour Toronto, signe avec les Mets.

### Nouveaux uniformes
En novembre 2011, la franchise présente aussi de nouveaux uniformes pour la saison 2012. Ceux-ci font une plus large place à la couleur bleue, préfèrent le nom entier (Blue Jays) au surnom Jays et se rapprochent des uniformes originaux portés par la franchise de son entrée dans la ligue en 1977 jusqu'à la fin des années 1990. Le logo met de plus de l'avant la feuille d'érable, emblème du Canada, dont les Blue Jays sont les seuls représentants dans le baseball majeur.

## Calendrier pré-saison
L'entraînement de printemps des Blue Jays s'ouvre en février et le calendrier de matchs préparatoires précédant la saison s'étend du 3 mars au 3 avril 2012.

## Saison régulière
La saison régulière des Blue Jays se déroule du 5 avril au 3 octobre 2012 et prévoit 162 parties. Le premier match est disputé à Cleveland face aux Indians. Le match d'ouverture local est le 9 avril au Centre Rogers de Toronto alors que les Red Sox de Boston sont les visiteurs.

### Avril
- 5 avril : À Cleveland, les Blue Jays remportent le plus long match d'ouverture de l'histoire des Ligues majeures[24]. Ils triomphent 7-4 en 16 manches de jeu sur les Indians.

### Mai
- 10 mai : Vladimir Guerrero signe un contrat des ligues mineures avec les Blue Jays[25].

### Juin
- 12 juin : Les Blue Jays libèrent Vladimir Guerrero, mécontent de ne pas avoir été rappelé des ligues mineures[26].
- 22 juin : Les Blue Jays annoncent que la saison du lanceur Kyle Drabek est terminée. Victime d'une déchirure d'un ligament du coude, il est placé sur la liste des blessés et doit subir une opération[27],[28]. Cette nouvelle survient au milieu d'un mois de juin difficile pour Toronto, dont la rotation de lanceurs partants est décimée par les blessures à Drabek, Brandon Morrow[29] et Drew Hutchison[30],[31].
- 26 juin : Toronto fait signer un contrat des ligues mineures à Jamie Moyer[32].
- 28 juin : José Bautista établit un nouveau record de franchise avec 14 circuits en un mois, ce qui abat l'ancienne marque de 12 établie par Carlos Delgado en août 1999 et José Cruz, Jr. en août 2001[33].

### Juillet
- 2 juillet : José Bautista est, pour la cinquième fois de sa carrière, élu meilleur joueur du mois dans la Ligue américaine. Il reçoit l'honneur pour juin[34].
- 5 juillet : Après deux départs difficiles avec le club-école de Las Vegas, Jamie Moyer est libéré par les Blue Jays[35].
- 12 juillet : Les Blue Jays accordent une prolongation de contrat de 3 saisons à Edwin Encarnación[36].
- 20 juillet : les Blue Jays dont l'acquisition du lanceur gaucher J. A. Happ et des droitiers Brandon Lyon et David Carpenter en cédant sept joueurs aux Astros de Houston. Ces derniers obtiennent le releveur Francisco Cordero, le voltigeur Ben Francisco, un joueur à être nommé plus tard et quatre athlètes évoluant en ligues mineures[37].

### Août
- 13 août : En 10e manche d'une victoire des Blue Jays sur les White Sox de Chicago à Toronto, Steve Delabar enregistre 4 retraits sur des prises en une seule manche à la suite d'une troisième prise échappée. C'est la 61e fois de l'histoire des majeures qu'une telle chose se produit, mais la toute première fois en manches supplémentaires[38].
- 28 août : José Bautista doit subir une opération au poignet gauche, ce qui met fin à sa saison[3]

### Classement
| Ligue américaine (Division Est) | V  | D  | %    | Diff. |
| ------------------------------- | -- | -- | ---- | ----- |
| Yankees de New York             | 95 | 67 | ,586 | -     |
| Orioles de Baltimore            | 93 | 69 | ,574 | 2     |
| Rays de Tampa Bay               | 90 | 72 | ,556 | 5     |
| Blue Jays de Toronto            | 73 | 89 | ,451 | 22    |
| Red Sox de Boston               | 69 | 93 | ,426 | 26    |

## Affiliations en ligues mineures
| Niveau            | Équipe                    | Ligue                   |
| ----------------- | ------------------------- | ----------------------- |
| AAA               | Las Vegas 51s             | Pacific Coast League    |
| AA                | New Hampshire Fisher Cats | Eastern League          |
| A-Advanced        | Dunedin Blue Jays         | Florida State League    |
| A                 | Lansing Lugnuts           | Midwest League          |
| A (saison courte) | Vancouver Canadians       | Northwest League        |
| Ligue des recrues | Bluefield Blue Jays       | Appalachian League      |
| Ligue des recrues | GCL Blue Jays             | Gulf Coast League       |
| Ligue des recrues | DSL Blue Jays             | Dominican Summer League |